# Veliki bucanj
Bucanj veliki (Mola mola) je riba iz reda Zrakoperki. Ovo je jedna od dvije vrste bucnja koji je ulovljen u Jadranskom moru, a ujedno je i najveća riba koštunjača na cijelome svijetu. 

## Opis
Veliki bucanj je neobična riba koja sliči na riblju glavu na koju je nasađen rep, kojoj nedostaje čitav trup. Gledano iz profila je ovalan, a gledano prema glavi je vrlo izdužen, prema plosnatosti, Repna peraja mu je velika i zauzima cijeli zadnji dio tijela. Boje je smeđe sive i sive sa srebrnim odsjajem. Na tijelu nema ljusaka, koža mu je izuzetno debela i elastična, često obrasla raznim nametnicima. Najveća je riba koštunjača, naraste i do 3,2 m duljine i do 2300 kg težine. Razmak između peraja mu može biti i do 4,2 m. Kljun mu je oštar, sličan kljunu papige, uvučen u tijelo i bez zuba. Vrlo je dobar i brz plivač, što se ne bi reklo iz oblika njegovog tijela, tako da mnoge iznenadi svojom brzinom. Prilikom plivanja pri površini viri mu gornji dio repne peraje, te ako se sporo giba može biti zamijenjen za morskog psa, ali čim se pokrene brže, taj vrh se počne micati. Nema plivajući mjehur.

## Prebivalište
Kao i mali bucanj i veliki bucanj živi u tropskim i toplijim morima, dulji boravak na temperaturama ispod 12 °C će ubiti ovu ribu. Živi na otvorenom moru, najčešće u oceanima, neovisno o dnu, plivajući na dubinama do 480 m. Iako mnogi smatraju da je većinu vremena pri površini gdje pluta, u stvarnosti, većinu svog vremena provodi u dubinama većim od 200 m. Stalno prebivalište velikog bucnja je istočni Tihi ocean od Kanade pa sve do Perua i Čilea, zapadni Atlantski ocean od Newfounlanda do Argentine, istočni Atlantski ocean od Skandinavije do južne Afrike, ponekad zaluta u Baltik i Mediteran.

## Prehrana bucnja i bucanj u prehrani
Veliki bucanj se hrani najviše morskim meduzama, a pored njih jede i zooplankton, glavonošce, račiće, manju ribu, larve... Kako je hranjiva vrijednost ove hrane mala, bucanj mora pojesti velike količine da bi održao svoju veličinu. Zbog toga područja gdje nalazimo velikog bucnja su obično područja bogata hranom.
U ljudskoj prehrani veliki bucanj nema ulogu u većini svijeta, s iznimkom područja Dalekog istoka. Najveća tržišta su Tajvan i Japan, gdje se meso velikog bucnja smatra delikatesom, i upotrebljavaju sve dijelove ove ribe.
Pojedini dijelovi bucnja se upotrebljavaju i u tradicionalnoj kineskoj medicini.

## Zanimljivosti
U samoj koži se može naći i više od 40 vrsta nametnika, što potiče ribu da ih se pokuša riješiti na razne načine. U tropskom pojasu veliki bucanj često boravi oko koraljnih grebena gdje mu manje ribe čiste nametnike s kože. U drugim područjima, može ga se vidjeti kako pluta bočno na površini, omogućujući pticama da se hrane nametnicima s njegove kože. Ponekad zna iskočiti i do par metara iz mora u nastojanju da se riješi parazita.
U Guinessovoj knjizi rekorda veliki bucanj se spominje kao najveća koštunjača i kao riba s najvećim brojem jajašaca.

## Vanjske poveznice
oceansunfish.org-  Arhivirana inačica izvorne stranice od 5. rujna 2008. (Wayback Machine)
science.jrank.org-
lifehistory-
|  | Zajednički poslužitelj ima još gradiva o temi Veliki bucanj |
|  | Wikivrste imaju podatke o taksonu Veliki bucanj             |